# مجاعة السبائك الكبرى
كانت مجاعة السبائك الكبرى عبارة عن نقص في المعادن الثمينة التي ضربت أوروبا في القرن الخامس عشر، واستمرت أسوأ سنوات المجاعة من 1457 إلى 1464. خلال العصور الوسطى، شهدت العملات الذهبية والفضية استخدامًا واسعًا كعملة في أوروبا، وسهلت التجارة مع الشرق الأوسط وآسيا؛ لذلك أصبح النقص في هذه المعادن مشكلة للاقتصادات الأوروبية. كان السبب الرئيسي لمجاعة السبائك هو تدفق الفضة إلى الشرق بشكل لا مثيل له عن طريق التعدين، على الرغم من أن معاصري القرن الخامس عشر اعتقدوا أن مجاعة السبائك ناتجة عن التخزين.